# Чжан Цзялан
Чжан Цзялан (кит. трад.: 張家朗, нар. 10 червня 1997), також Чьон Кха Лонг — гонконгський фехтувальник на рапірах, олімпійський чемпіон 2020 і 2024 року.

## Виступи на Олімпіадах
| Олімпіада           | Дисципліна           | Місце |
| ------------------- | -------------------- | ----- |
| Ріо-де-Жанейро 2016 | індивідуальна рапіра | 41    |
| Токіо 2020          | індивідуальна рапіра | 1     |
| Паріж 2024          | індивідуальна рапіра | 1     |